# Afzelina
Afzelina – organiczny związek chemiczny z grupy flawonoidów.

## Budowa
Afzelina jest glikozydem, ramnozydem kemferolu. Reszta ramnozy przyłączona jest do kemferolu w pozycji 3 za pomocą wiązania O-glikozydowego.

## Występowanie
Występuje w Nymphaea odorata i Ficus palmata. Znajdowana także w Prunus japonica, Polygala chinensis, kilku gatunkach lip: lipie holenderskiej (Tilia europaea), lipie szerokolistnej (Tilia platyphyllos), lipie amerykańskiej (Tilia glabra) i lipie drobnolistnej (Tilia cordata). Ponadto w Dicranopteris linearis, Calystegia japonica, Juglans mandshurica, Viola yedoensis oraz Cornus macrophylla.

## Znaczenie
Afzelina ma liczne właściwości przeciwnowotworowe, przeciwzapalne i przeciwdrobnoustrojowe. Hamuje peroksydację lipidów i cyklooksygenaz COX-1 i COX-2. Jest również antyoksydantem przeciwdziałającym stresowi oksydacyjnemu komórki spowodowanemu przez rodniki. Po podaniu afzeliny stwierdzono wzrost ekspresji genów kodujących białka odpowiedzialne za walkę z wolnymi rodnikami np. zaobserwowano wzrost syntezy katalazy. Dowiedziono działanie protekcyjne na DNA. Odnotowano także korzystny wpływ afzeliny na przeciwdziałanie skutkom narażenia na promieniowanie UV-B. W badaniach na myszach wykazano działanie antyastmatyczne przez zmniejszenie wytwarzania interleukin prozapalnych limfocytów T, a podnoszenie poziomu interferonu γ. Stwierdzono też  wpływ afzeliny na zredukowanie poziomu hepatotoksycznej D-galaktozoaminy i poprawienie funkcji wątroby. Udowodniono jej skuteczne działanie na raka prostaty. Powoduje ona zatrzymanie cyklu komórkowego linii komórkowych, takich jak wrażliwe na androgeny komórki linii LNCaP i androgenozależne komórki linii PC-3. Po podaniu afzeliny dochodziło do inhibicji komórkowej i zablokowania cyklu komórkowego w fazie G0. W przypadku raka piersi doprowadzała komórki zmienione nowotworowo do apoptozy przy niskiej toksyczności dla zdrowych komórek. Wykazano in vitro działanie hamujące namnażanie się zarodźca malarii przez afzelinę. Przy MIC = 31 μg/ml działa hamująco na wzrost pałeczki ropy błękitnej (Pseudomonas aeruginosa). Ma ona silniejszą aktywność antydrobnoustrojową od wolnego kemferolu, bez dołączonej reszty ramnozy. Działa również na bakterie Salmonella Typhi.